# NGC 1208
NGC 1208 (również PGC 11647) – galaktyka spiralna (S0-a), znajdująca się w gwiazdozbiorze Erydanu. Odkrył ją William Herschel 10 stycznia 1785 roku.